# Alédjo
Alédjo è un arrondissement del Benin situato nella città di Bassila (dipartimento di Donga) con 13.704 abitanti (dato 2006).